# Jonathan Ayité
Jonathan Ayité (ur. 21 lipca 1985 w Lomé) – togijski piłkarz francuskiego pochodzenia, występujący na pozycji napastnika w azerskim klubie Keşlə FK.

## Kariera klubowa
Komlan Amewou jest wychowankiem drużyny Stade Bordelais. Następnie od 2006 roku występował w drugiej drużynie Girondins Bordeaux. W 2007 roku przeszedł do Stade Brestois 29, gdzie grając przez 1,5 sezonu rozegrał 35 spotkań ligowych, zdobywając 6 bramek. Od stycznia 2009 do 2011 był zawodnikiem Nîmes Olympique. W latach 2011–2014 był zawodnikiem Stade Brestois 29. Latem 2014 przeszedł do Alanyasporu. Następnie występował w zespołach Yeni Malatyaspor, Samsunspor oraz Keşlə FK.
| Sezon   | Klub                 | Kraj    | Rozgrywki | Mecze | Bramki | Rozgrywki Europy | Mecze | Bramki |
| ------- | -------------------- | ------- | --------- | ----- | ------ | ---------------- | ----- | ------ |
| 2006/07 | Girondins Bordeaux B | Francja | CFA       | 25    | 5      | –                | –     | –      |
| 2007/08 | Stade Brestois 29    | Francja | Ligue 2   | 26    | 6      | –                | –     | –      |
| 2008/09 | Stade Brestois 29    | Francja | Ligue 2   | 9     | 0      | –                | –     | –      |
| 2008/09 | Nîmes Olympique      | Francja | Ligue 2   | 18    | 4      | –                | –     | –      |
| 2009/10 | Nîmes Olympique      | Francja | Ligue 2   | 34    | 11     | –                | –     | –      |
| 2010/11 | Nîmes Olympique      | Francja | Ligue 2   | 18    | 4      | –                | –     | –      |
| 2010/11 | Stade Brestois 29    | Francja | Ligue 1   | 14    | 4      | –                | –     | –      |
| 2011/12 | Stade Brestois 29    | Francja | Ligue 1   | 6     | 0      | –                | –     | –      |
| 2012/13 | Stade Brestois 29    | Francja | Ligue 1   | 22    | 2      | –                | –     | –      |
| 2013/14 | Stade Brestois       | Francja | Ligue 2   | 22    | 7      | –                | –     | –      |
| 2014/15 | Alanyaspor           | Turcja  | 1. Lig    | 31    | 19     | –                | –     | –      |

## Kariera reprezentacja
W reprezentacji zadebiutował w 2007 roku. Był również powołany na Puchar Narodów Afryki 2010, jednak Togo zostało z niego ostatecznie wycofana, z powodu ataku na ich autokar.